# Фаббиан, Джованни
Джова́нни Фа́ббиан (итал. Giovanni Fabbian; родился 14 января 2003 года, Кампосампьеро, Италия) — итальянский футболист, полузащитник клуба «Болонья».

## Клубная карьера
Джованни Фаббиан — воспитанник футбольных клубов «Падова» и «Интернационале». 30 июля 2022 года был отдан в аренду в «Реджину». Дебют за клуб состоялся в матче кубка Италии против футбольного клуба «Сампдория». В Серии B дебютировал в матче против футбольного клуба СПАЛ. Свой первый гол забил в ворота «Зюйдтироля». В матче против футбольного клуба «Тернана» оформил дубль. 18 февраля 2023 года в матче против «Читтаделлы» забил гол и получил две жёлтые карточки. Всего за клуб сыграл 38 матчей, где забил 8 мячей и отдал голевой пас.
20 августа 2023 года был продан в «Болонью» за 5 миллионов евро. Свой первый матч за клуб Фаббиан сыграл 27 августа в матче против футбольного клуба «Ювентус». Первый гол за «Болонью» забил в ворота «Кальяри».

## Карьера в сборной
За сборные Италии до 16 и 17 лет сыграл 8 матчей. За сборную до 19 лет принял участие на чемпионате Европы, где сыграл три матча. За сборную Италии до 20 лет сыграл 3 матча, где забил 2 мяча. Дебют за молодёжную сборную состоялся 27 марта 2023 года в матче против Украины.

## Достижения
«Болонья»
- Обладатель Кубка Италии: 2024/25